# Кръстьо Чолаков (хижа)
Хижа „Кръстьо Чолаков“ се намира се в Същинска Средна гора в околностите на връх Бич.
Хижата е изградена от две едноетажни сгради и осигурява около тридесет и пет места. Санитарните възли и бани са за общо ползване и са извън сградата. Има обзаведени туристическа кухня и столова.

## Съседни обекти
| Изходни точки          | Изходни точки |
| ---------------------- | ------------- |
| Град Копривщица        | 2,30 ч.       |
| Село Панагюрски колони | 3,30 ч.       |
| Град Панагюрище        | 6,00 ч.       |
|                        |               |
| Хижи                   |               |
| Хижа „Павел Делирадев“ | 1.30 ч.       |
| Други                  |               |
| Връх Бич (1449 м.)     | 1.00 ч.       |
| Връх Буная (1572 м.)   | 5,00 ч.       |

- Хижа „Кръстьо Чолаков“ се стопанисва от туристическо дружество „Бунай“ гр. Панагюрище.[1]